# Iglesia de Nuestra Señora de la Asunción (Talaván)
La iglesia de Nuestra Señora de la Asunción, es un templo de culto católico construida entre los siglos XV y XVI, parroquia de la localidad de Talaván, provincia de Cáceres, Comunidad Autónoma de Extremadura, España.

## Historia
Si bien la construcción del templo se realizó en diversas fases desde el siglo XV hasta el siglo XVIII, dotándose de mobiliario al interior de la iglesia, fue durante el siglo XX cuando se produjeron hechos que han desprovisto al conjunto de una mayor belleza.
Por un lado, los bienes muebles más destacados de la iglesia fueron vendidos por algunos de los párrocos destinados en la localidad durante la primera mitad del siglo XX. El retablo mayor original, del que no queda constancia, pero que debió ser una obra barroca, en madera dorada, con escasa ornamentación y de forma ovalada, fue vendido y sustituido por otro de estilo neogótico, elaborado en Zamora en 1928. Posteriormente, este nuevo retablo corrió la misma suerte y el altar quedó desprovisto de una obra de similares características.
También fueron vendidos el púlpito de hierro con barandilla cincelada y barrotes labrados a troquel, con tornavoz dorado de estilo renacentista, un facistol de nogal tallado, dos atriles de águilas bicéfalas doradas o un armonio u órgano.
Otro elemento que se ha visto alterado es el campanario de la torre. En los años sesenta del siglo XX tuvo que ser reformado por el mal estado en el que se hallaba. La solución aplicada dejó mutilado el remate de la torre y con un aspecto insólito, mediante un tablero de hormigón inclinado, resultando necesaria una mejora que diese un aspecto digno al edificio. En el año 2009 se realizaron las obras de rehabilitación del campanario de la torre, que no contaban con una referencia del estado original del campanario. Siguiendo la legislación vigente y las recomendaciones en materia de rehabilitación del Patrimonio, se proyectó una obra que no podía copiar ni imitar el estilo original y que debía dejar constancia de ser una intervención posterior a la fábrica de la iglesia. Sin embargo, el resultado no resultó del agrado, al ofrecer un fuerte impacto visual, por el uso de hormigón blanco visto, además del recrecimiento de la cota máxima y la dureza del aspecto de los muros perimetrales, pese a que la apuesta de la obra era dar una apariencia más airosa al conjunto. 
Tampoco el paso del tiempo ha favorecido al aspecto exterior del templo, que está perdiendo los esgrafiados que en su día decoraron sus muros, y que precisan de una restauración.

## Descripción

### Exterior

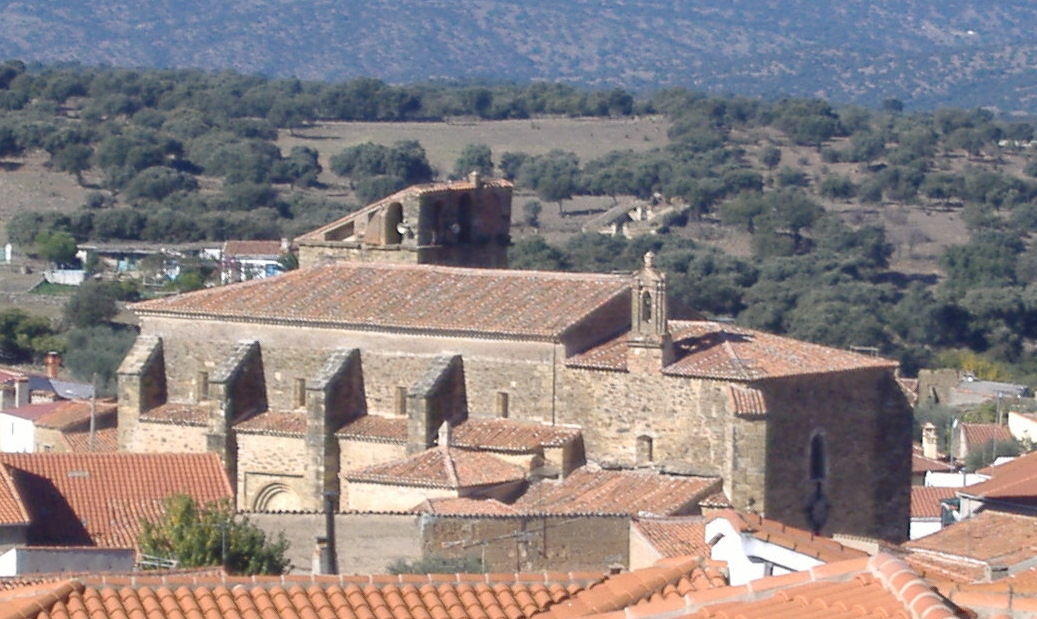
Vista general de la Iglesia (lado Sur) con la torre antes de la intervención de 2009

El templo está construido en mampostería, reservando la sillería para las esquinas, los contrafuertes o los vanos. El edificio cuenta con una sola nave, dividida en cuatro tramos. La cabecera, orientada al Este, es la parte más primitiva del conjunto. El ábside es recto, obra del siglo XV. En las esquinas se hallan dos contrafuertes y la cubierta es a tres aguas. En el muro oriental, se abre una ventana con arco de medio punto, bajo la cual se colocó un medallón metálico conmemorativo en el año 2000.
La nave, más alta y ancha que la cabecera, es de época posterior, realizada en el siglo XVI. Se encuentra dividida en cuatro tramos, que se manifiestan al exterior por los contrafuertes. En cada tramo se abren vanos cuadrangulares, alargados y estrechos, colocados de forma vertical en la parte alta de los muros laterales, que son los que permiten la entrada de luz natural al interior del templo.
En el último tramo del muro norte se alza la torre, construida hacia finales del siglo XVI, momento en el que también se hace el coro de la iglesia. Es un espacio cuadrangular, dividido en altura en tres tramos. El remate, donde se halla el campanario, ha conservado una estructura de ladrillo, con sillares en las esquinas. Los problemas de conservación de esta parte de la torre motivaron una reforma de urgencia en los años sesenta del siglo XX, que dejó los arcos de medio punto del este del campanario, y se colocó una cubierta inclinada de hormigón que daba un aspecto atípico, sin dejar documentado la forma original del campanario de la iglesia. En 2009 se procedió a la rehabilitación de la torre, cuyo resultado, si bien cumple la legislación al diferenciar la nueva intervención y al no contar con referencias previas, no resultó de agrado por su fuerte impacto. Se trata de una estructura en hormigón visto, que se eleva al doble de la cota máxima existente. Conserva los arcos abiertos al este, pero en el resto de lados hay sendas aberturas cuadrangulares en cada uno, realizados en toda la altura de la nueva estructura. Como remates, se han colocado unos machones blancos.
El edificio conserva tres portadas. Una de ellas, la que se emplea actualmente como acceso, se halla en el segundo tramo del muro norte. Se trata de una portada sencilla de medio punto con moldura de baquetones y enmarcada en alfiz. Está protegida por un pequeño pórtico de arco rebajado entre los contrafuertes. De similares características, aunque algo más desarrollada, es la portada meridional. Pudiera ser del siglo XV y reubicada en el tercer tramo de la nave, donde se encuentra. Actualmente está cegada. La tercera portada es la oriental, a los pies del templo, con arco de medio punto moldurado con salmeres resaltados. Hay dos rosetones en las enjutas del arco y rematada por tres plintos, rematados en triángulo, sobre una moldura. Sobre la portada existe un óculo, enmarcado en piedra por una moldura rectangular. Bajo el alero se halla un escudo en piedra relativo a la advocación mariana del templo, al mostrar un jarrón con azucenas. Esta portada fue realizada en el siglo XVI.
En el muro meridional es donde encontramos los añadidos posteriores que ha recibido la fábrica de la iglesia. Junto a la cabecera, se adosó en el siglo XVIII la sacristía, y en el primer tramo de la nave se construyó en el mismo siglo la Capilla del Santísimo Cristo, en estilo barroco. Es un espacio cuadrangular con cubierta a cuatro aguas y rematada con un machón de piedra. En las últimas décadas del siglo XX se añadieron unas nuevas dependencias para salones parroquiales, adosadas a la sacristía y a la capilla citada. La cabecera se remata en este lado con una espadaña con esquilón, realizada en ladrillo, aunque ha perdido el revoco original y se remata en frontón triangular y en un plinto.
Se conservan, en los muros de la fábrica, restos del esgrafiado con el que se decoraba el templo al exterior, que mediante el revoco ocultaban la mampostería y las partes realizadas en ladrillo. Tanto en el alero como en el exterior de la capilla del Cristo vemos el espacio de mayor profusión decorativa, entre los que se aprecian una imitación de metopas con dibujos de distintos tipos de cruces y otros motivos decorativos.

### Interior

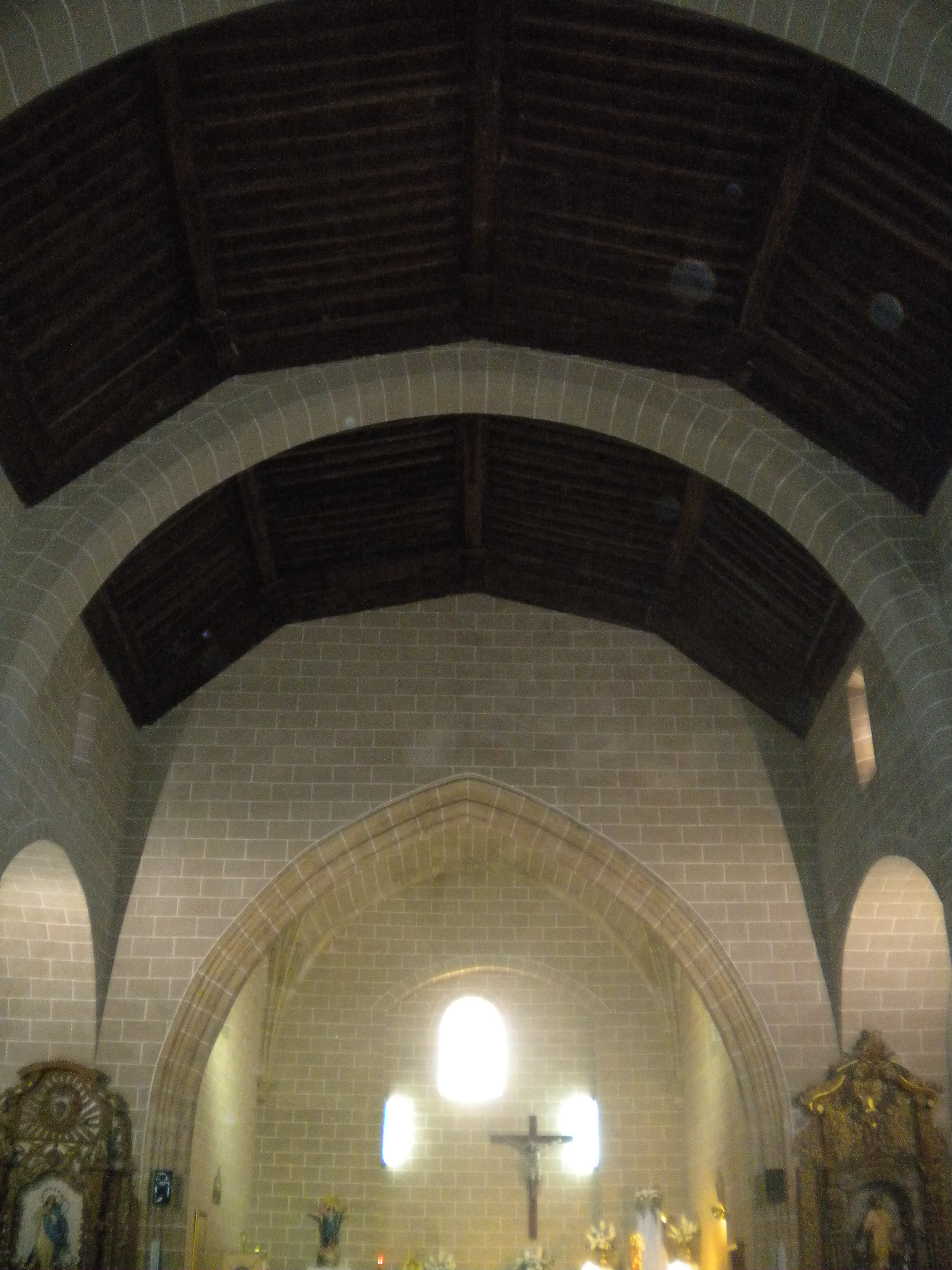
Interior del templo

La cabecera se cubre con bóveda de crucería simple, construida en el siglo XV en estilo gótico. Por su parte, la nave lo hace con cubierta, a tres aguas, de madera de par e hilera, separando cada tramo con arcos diafragma de medio punto. La cabecera se separa de la nave mediante un arco toral ojival.
A los pies del templo se halla el coro alto, que se eleva sobre tres bóvedas de arista, con un frente de triple arco de medio punto y pilastras estriadas. La arquería está rematada con una interesante balaustrada, que se asemeja a la de la escalera interior de la torre. Por ello, el conjunto de los pies y la torre se haría conjuntamente a finales del siglo XVI, más concretamente en 1558, según la inscripción que se encuentra en el friso del coro, donde además se señala el pontificado del Papa Sixto V y el reinado de Felipe II de España:

SIXTO V. P.P. / 1588 / PHILIPPO REGE

Entre los contrafuertes se abren pequeñas capillas bajo arcos de medio punto, destacando por su mayor desarrollo la del Santísimo Cristo, en el primer tramo del lado de la Epístola, un espacio cuadrangular que se cubre con bóveda semiesférica. Conserva algo de la policromía, en una capilla de estilo barroco. En el mismo lado, pero en la cabecera, se abre la sacristía, cubierta con dos tramos de bóvedas de arista.
Los muros del interior se hallan revocados y enfoscados, imitando el despiece de sillares, ocultando la mampostería que se aprecia al exterior.
Entre los bienes muebles, en el presbiterio, desprovista de retablo mayor, tal y como se ha citado en la 
introducción histórica, 
se 
encuentra presidido por una talla de Cristo crucificado, obra barroca de la Escuela Castellana. También una imagen de Nuestra Señora de la Asunción, titular del templo. En el altar también se encuentra una pila bautismal granítica. En la sacristía se halla una cajonería de madera de nogal del siglo XVIII con decoración vegetal.
Sin embargo, se conservan dos retablos laterales policromados. El del lado del Evangelio tiene un cuerpo, con estípites y rocallas. En el remate se halla una Santa Faz. La hornacina contiene una imagen moderna de la Inmaculada. El retablo puede fecharse en torno a 1740. El del lado de la Epístola tiene también un solo cuerpo, con dos estípites y decoración de hojarascas. En la hornacina, una talla del Sagrado Corazón de Jesús moderna. La datación es similar a la del anterior retablo.
Entre las imágenes conservadas, destacan las de la Capilla del Cristo, como una Dolorosa barroca de vestir, del siglo XVIII. También un interesante Cristo yacente y un Cristo con la Cruz a cuestas o Nazareno, ambas imágenes barrocas.